# Домерг, Франсуа Юрбен
Франсуа Юрбен Домерг (фр. François-Urbain Domergue; 24 марта 1745, Обань — 29 мая 1810, Париж) — французский филолог, журналист, редактор, член Французской академии (Кресло № 1, 1803—1810).

## Биография
Родился в семье фармацевта. Обучался в ораторианской семинарии в Марселе. Затем учительствовал в Лионе. Женился на дочери хирурга.
Его с молодости интересовали вопросы лингвистики и филологии. В феврале 1778 года в Лионе он опубликовал первое издание своей «Упрощенной французской грамматики» («Grammaire françoise simplifiée»).
В 1784 году Домерг положил начало «Журналу французского языка» («Journal de la langue françoise»), одной из целей которого была «борьба с помощью предписаний и примеров, с неологизмами, введенными в литературу».
Позже поселился в Париже, где в 1790 году стал создателем «Общества любителей французского языка» (Sociéte des amateurs de la langue française). В столице переиздал свою «Упрощенную грамматику», сотрудничал с журналом Journal général du soir, de politique et de littérature, повысил популярность своего «Журнала французского языка».
Благодаря этому проекту и его публикациям в разных журналах он стал известен и вскоре назначен профессором общей грамматики и языка в Центральной школе четырёх народов (l'École centrale des Quatre-Nations, Париж). Позже Домерг получил кафедру гуманитарных наук в лицее Карла Великого (Lycée Charlemagne).
В 1803 году Домерг занял кресло № 1 Французской академии. Участвовал в создании Словаря французской академии.

## Избранные публикации
- Grammaire françoise simplifiée, ou Traité d’orthographe, avec des notes sur la prononciation et la syntaxe, des observations critiques et un nouvel essai de prosodie. (1778)
- Grammaire françoise simplifiée, Nouvelle édition. Durand, Paris (1782)
- Mémorial du jeune orthographiste (1790)
- La Prononciation françoise déterminée par signes invariables, avec application à divers morceaux en prose et en vers, suivie de notions orthographiques et de la nomenclature des mots à difficultés, F. Barret, Paris (1796)
- Grammaire générale analytique, (1798-99).
- Manuel des étrangers amateurs de la langue françoise, ouvrage contenant tout ce qui a rapport aux genres et à la prononciation, et dans lequel l’auteur a prosodié, avec des caractères dont il est l’inventeur, la traduction qu’il a faite en vers françois de cent cinquante distiques latins, des dix églogues de Virgile, de deux odes d’Horace, et quelques morceaux en prose de sa composition, Guilleminet, Paris (1805)
- Exercices orthographiques, où les faits précèdent les règles (1810)
- Journal de la langue française
- Mémoire sur la proposition
- Solutions grammaticales, Paris (1808)